# 郊区 (济南市)
济南市郊区，旧区名。1956年由济南市北园区、黄台区、段店区、药山区、玉符区等五市郊区合置。在今山东省济南市郊。1958年撤销，划入历城县。1978年复置。1997年再撤，与历城县合并，改设历城区。 